# Neighborhood Watch
Albums de Dilated Peoples
Expansion Team
(2001) 20/20
(2006)
Singles
1. Marathon
Sortie : 2003
2. Poisonous
Sortie : 2003
3. This Way
Sortie : 2004

Neighborhood Watch est le troisième album studio des Dilated Peoples, sorti le 6 avril 2004.
L'album s'est classé à la 16e place du Top R&B/Hip-Hop Albums et à la 55e du Billboard 200.

## Liste des titres
| No  | Titre                                                           | Contient un (des) sample(s) de | Durée |
| --- | --------------------------------------------------------------- | --- | ----- |
| 1.  | Marathon                                                        | | 5:08  |
| 2.  | Neighbourhood Watch                                             | | 3:26  |
| 3.  | Tryin' to Breathe                                               | Tryin' to Breathe des Dilated Peoples It Ain't Rainin' (On Nobody's House but Mine) des Dramatics | 4:08  |
| 4.  | Caffeine                                                        | | 4:55  |
| 5.  | Who's Who                                                       | | 4:05  |
| 6.  | Poisonous (featuring Devin the Dude)                            | | 3:39  |
| 7.  | Reach Us                                                        | | 5:02  |
| 8.  | Big Business                                                    | | 2:30  |
| 9.  | Love & War                                                      | Tryin' to Breathe des Dilated Peoples Feel the Heartbeat des Treacherous Three I Can't Fake It Anymore de Ted Taylor Give Up the Goods (Just Step) de Mobb Deep                                                                                       | 3:47  |
| 10. | 1580 (Skit)                                                     | | 1:13  |
| 11. | World On Wheels                                                 | The Lovomaniacs de Boobie Knight & the Universal Lady | 3:57  |
| 12. | Closed Session (featuring Defari, Planet Asia et Phil Da Agony) | Pack of Lies des Counts | 6:15  |
| 13. | This Way (featuring Kanye West)                                 | Old Men de Jimmie & Vella Live Convention '82 (Side A) de Grand Wizzard Theodore | 4:06  |
| 14. | DJ Babu in Deep Concentration                                   | Summertime de Billy Stewart Funky Stuff de Kool & The Gang Stoop Rap de Double Trouble Marley Marl Scratch de Marley Marl featuring MC Shan I Ain't No Joke d'Eric B. and Rakim Change the Beat (Female Version) de Fab Five Freddy featuring Beeside | 5:15  |